# Christophe Gagliano
Christophe Gagliano, född den 22 maj 1967 i Paris, Frankrike, är en fransk judoutövare.
Han tog OS-brons i herrarnas lättvikt i samband med de olympiska judotävlingarna 1996 i Atlanta.